# Нісі (бек-мелех)
Нісі I (пом. бл. 900) — 9-й повновладний бек-мелех Хозарської держави у 890—900 роках.

## Життєпис
Походив з династії Буланідів. Син бек-мелеха Манасії II. Напевне почав панувати разом з батьком після повалення кагана Захарії у 870-х роках. Близько 890 році після смерті батька стає новим володарем каганату.
Уклав союз з племенем гузів, спільно з якими завдав поразки печенігам, що відступили до Подніпров'я. Надалі завдав ще низки поразок печенізьким ордам, після чого останніх вигнали угри з Подніпров'я. Печеніги визнали зверхність Хозарії. Також Нісі придушив наміри волзьких булгар розширити самостійність.
Разом з тим остаточно втратив зверхність над слов'янами, окрім в'ятичів. Спроба відновити владу над полянами та сіверянами виявилася невдалою. Також було втрачено місто Боспор та увесь Західний Крим на користь Візантії. Це суттєво погіршило економічне становище держави, оскільки обмежувало посередницьку торгівлю, яка переходила до Великого Булгару, Києва, Дербента, південних міст Криму.
Помер або загинув близько 900 року. Йому спадкував син Аарон I.